# Мантра Керуака
«Мантра Керуака» — український рок-гурт, заснований наприкінці 2017 року Олегом Кадановим.

## Історія
Пісні гурту «Мантра Керуака» поєднують різні музичні стилі, а також включають нойз та авангардні тексти. Згідно з задумом, кожний живий виступ гурту мусив відрізнятися від інших, а кожна композиція — «вириватися» за межі початкових партій. Отже, від початку йшлося про «живий» гурт, а як він звучатиме у записі не знали навіть самі музиканти.
Орієнтованість на живі виступи дозволяла «Мантрі» грати концерти в різних містах України, навіть не маючи студійних записів.
2018 року одна з пісень колективу («Будда»), увійшла у саундтрек до фільму «Дике поле».
Дебютний альбом гурту планувався на 2019 рік. Тоді ж гурт знімав перші кліпи на свої пісні. Але 18 травня 2019 року музикантів гурту обікрали у Києві під час знімань кліпу на Трухановому острові, через що гурт втратив майже повністю готовий альбом. За рік учасники переосмислили матеріал та записали його на студії spivaki records під керівництвом Артема Алтуніна.
Також 2019 року вийшов кліп на пісню «Не я, а той», який зняв український режисер Валерій Пузік.
7 грудня 2020 року побачив світ дебютний альбом гурту «Імітація імітації». Музичне видання «Слух» назвало його «заявкою на український альбом року».
Обкладинку релізу зробили фотограф Ігор Чекачков та художник Мітя Фенечкін. Моделлю для арту стала Анна Меженіна.
У тому ж році гурт став одним з чотирох переможців Z Music Battle, що проводився за участю Українського культурного фонду та фестивалю Західфест.

## Склад
- Олег Каданов — гітара, голос
- Артем Дяденко — гітара
- Олександр Дев'яткін — синтезатори
- Віктор Кондратов — бас, ударні
- Антон Бегменко — ударні

## Дискографія
- 2018 — «Будда» (сингл)
- 2020 — «Імітація імітації»
  1. Вже Занадто Рано
  2. Передостанній Супермен
  3. Безодня
  4. Не Я А Той
  5. Тепла Нафта
  6. Не Спи
  7. Ніяково
  8. Звір
  9. Імітація Імітації
  10. Як Земля